# 86B busz (Budapest)
A budapesti 86B jelzésű autóbusz Óbuda, Bogdáni út és a Szilágyi Dezső tér között közlekedett. A járatot a Budapesti Közlekedési Vállalat üzemeltette.

## Története
1985. július 18. és augusztus 9. között a 86-os busz megosztott útvonalon közlekedett: délen 86-os jelzéssel a Kosztolányi Dezső tér és a Szarvas tér, északon pedig 86B jelzéssel a Szilágyi Dezső tér és Óbuda, Bogdáni út között.

## Útvonala
| Szilágyi Dezső tér felé | Óbuda, Bogdáni út felé |
| --- | --- |
| Óbuda, Bogdáni út vá. – Bogdáni út – Szentendrei út – Flórián tér – Korvin Ottó utca – Lajos utca – Zsigmond tér – Árpád fejedelem útja – Bem rakpart – Bem József tér – Fő utca – Jégverem utca – Bem rakpart – Szilágyi Dezső tér vá. | Szilágyi Dezső tér vá. – Bem rakpart – Batthyány tér – Bem rakpart – Bem József tér – Bem rakpart – Árpád fejedelem útja – Zsigmond tér – Lajos utca – Korvin Ottó utca – Flórián tér – Szentendrei út – Bogdáni út – Óbuda, Bogdáni út vá. |

## Megállóhelyei
Feltehetőleg a 86-os busz a 86-os busz megosztása idején nem közlekedett.
| 0  | Óbuda, Bogdáni út végállomás        | 12 | 6, 42, 55, 55, 118, 134, 142, 184                            |
| 1  | Raktár utca                         | 11 | 6, 42, 55, 55, 134, 142, 184                                 |
| 2  | Flórián tér                         | 10 | 6, 18, 18A, 37, 84, 137, 142 1                               |
| 3  | Kiscelli utca                       | 9  | 6                                                            |
| 4  | Tímár utca                          | 8  | 6                                                            |
| 5  | Lajos utca (↓) Nagyszombat utca (↑) | 7  | 6, 60                                                        |
| 6  | Kolosy tér                          | 6  | Szentendrei HÉV 17 6, 29, 60, 60, 65, 65A, 84, 86, 165       |
| 7  | Zsigmond tér                        | 5  | 17 6, 60, 84                                                 |
| 8  | Komjádi Béla uszoda                 | 4  | 6, 60, 84                                                    |
| 9  | Margit híd                          | 3  | Szentendrei HÉV 4, 6, 17 6, 12, 12A, 26, 60, 60, 84, 91, 191 |
| 10 | Ganz utca (↓) Bem József tér (↑)    | 2  | 60                                                           |
| 11 | Batthyány tér                       | 1  | Szentendrei HÉV 9, 19 11, 39, 60, 60 B                       |
| 12 | Corvin tér                          | ∫  |                                                              |
| 13 | Szilágyi Dezső tér végállomás       | 0  |                                                              |